# 2023年國家聯盟冠軍賽
2023年國家聯盟冠軍賽（英語：NLCS）是國家聯盟季後賽第三輪比賽，2隊將採用的是7戰4勝制，勝出的球隊將獲得國家聯盟冠軍以及晉級到世界大賽，本屆是由第4種子國聯東區費城費城人和第6種子國聯西區亞利桑那響尾蛇進行對決，是史上第二次由2支外卡球隊爭奪世界大賽門票。

## 費城費城人對亞利桑那響尾蛇
| 場次 | 客隊   | 比分  | 主隊   | 日期     | 場地         | 觀眾人數 |
| ---- | ------ | ----- | ------ | -------- | ------------ | -------- |
| 1    | 響尾蛇 | 3：5  | 費城人 | 10月16日 | 市民銀行球場 | 45396    |
| 2    | 響尾蛇 | 0：10 | 費城人 | 10月17日 | 市民銀行球場 | 45412    |
| 3    | 費城人 | 1：2  | 響尾蛇 | 10月19日 | 大通體育場   | 47075    |
| 4    | 費城人 | 5：6  | 響尾蛇 | 10月20日 | 大通體育場   | 47806    |
| 5    | 費城人 | 6：1  | 響尾蛇 | 10月21日 | 大通體育場   | 47897    |
| 6    | 響尾蛇 | 5：1  | 費城人 | 10月23日 | 市民銀行球場 | 45473    |
| 7    | 響尾蛇 | 4：2  | 費城人 | 10月24日 | 市民銀行球場 | 45397    |

### 10月16日 第一場
賓夕法尼亞州費城市民銀行球場
| 亞利桑那響尾蛇 | 0 | 0 | 0 | 0 | 0 | 2 | 1 | 0 | 0 | 3 | 4 | 1 |
| 費城費城人 | 2 | 1 | 1 | 0 | 1 | 0 | 0 | 0 | X | 5 | 9 | 1 |
| 勝投： 薩克·惠勒（1－0） 敗投： 薩克·賈倫（0－1） 救援成功： 克雷格·金布雷爾（1） 全壘打： 響尾蛇：赫拉多·珀多莫（6上，2分） 費城人：凱爾·舒瓦伯（1下，1分）、布萊斯·哈波（1下，1分）、尼克·卡斯提亞諾斯（2下，1分） |   |   |   |   |   |   |   |   |   |   |   |   |

費城人首棒打者凱爾·舒瓦伯面對薩克·賈倫所投出的第一球就敲出擊球初速117.1英哩（188.4公里）的暴力陽春砲，接著甫過31歲生日的第三棒布萊斯·哈波也轟出陽春砲。2局下，尼克·卡斯提亞諾斯再補上一發陽春砲，讓他達成季後賽3場5轟的成就。3局下，哈波再敲一支帶有打點的一壘安打，幫助費城人再下一城。5局下哈波開局選到保送，靠著暴投站上二壘，接著J·T·瑞爾穆托也敲出適時安打，費城人5局打完5比0領先。比賽前段打線靜悄悄的響尾蛇終於在6、7兩局做出反擊，赫拉多·珀多莫先扛出2分砲拉近比分，7局上，艾列克·湯瑪斯擊出高飛犧牲打再追1分，不過最後克雷格·金布雷爾關門成功，費城人5比3率先取得勝利。

### 10月17日 第二場
賓夕法尼亞州費城市民銀行球場
| 亞利桑那響尾蛇 | 0 | 0 | 0 | 0 | 0 | 0 | 0 | 0 | 0 | 0  | 4  | 0 |
| 費城費城人 | 1 | 0 | 1 | 0 | 0 | 4 | 4 | 0 | X | 10 | 11 | 1 |
| 勝投： 亞倫·諾拉（1－0） 敗投： 梅瑞爾·凱利（0－1） 全壘打： 響尾蛇：無 費城人：崔亞·特納（1下，1分）、凱爾·舒瓦伯（3下，1分、6下，1分） |   |   |   |   |   |   |   |   |   |    |    |   |

費城人在前五局分別靠著崔亞·特納和凱爾·舒瓦伯的陽春砲取得2比0領先，6局下，舒瓦伯敲出單場雙響砲，幫助球隊取得3比0領先，J·T·瑞爾穆托和布蘭登·馬許接連的二壘安打讓費城人單局進帳4分。7局下，費城人靠著安打串聯、對方守備失誤單局又攻下4分，終場費城人就以10比0完封響尾蛇，奪下2連勝。
費城人在近4場比賽敲出15發全壘打，寫下季後賽史上最高紀錄，同時費城人在最近5戰的主場比賽敲出17轟也創下史上新高。費城人連4場比賽至少3轟追平2008年光芒寫下的季後賽紀錄。費城人4位不同的球員擊出單場雙響砲，追平2009年費城人與2002年天使的單一季後賽紀錄。

### 10月19日 第三場
亞利桑那州鳳凰城大通體育場
| 費城費城人                                                | 0 | 0 | 0 | 0 | 0 | 0 | 1 | 0 | 0 | 1 | 3 | 0 |
| 亞利桑那響尾蛇                                            | 0 | 0 | 0 | 0 | 0 | 0 | 1 | 0 | 1 | 2 | 9 | 0 |
| 勝投： 保羅·席瓦德（1－0） 敗投： 克雷格·金布雷爾（0－1） |   |   |   |   |   |   |   |   |   |   |   |   |

雙方投手群前6局皆未讓對手攻略城池一步，直到7局上戰況發生變化，費城人7局上突破防線，布萊斯·哈波獲得保送後一路推進到三壘，最後靠著對方暴投率先得分。不過7局下小勞德斯·古力歐適時的二壘安打，助響尾蛇扳平比數。9局下，古力歐獲得保送並跑出盜壘成功，還成功推進到三壘，但是伊曼紐·李維拉的滾地球讓古力歐在本壘前遭到觸殺。不過赫拉多·珀多莫隨後選到保送，凱特爾·馬提成功敲出再見安打，終於讓響尾蛇艱辛的搶下一勝。

### 10月20日 第四場
亞利桑那州鳳凰城大通體育場
| 費城費城人 | 0 | 0 | 0 | 1 | 1 | 2 | 1 | 0 | 0 | 5 | 8 | 1 |
| 亞利桑那響尾蛇 | 0 | 1 | 1 | 0 | 0 | 0 | 1 | 3 | X | 6 | 9 | 1 |
| 勝投： 凱文·金克爾（1－0） 敗投： 克雷格·金布雷爾（0－2） 救援成功： 保羅·席瓦德 (1) 全壘打： 費城人：凱爾·舒瓦伯（4上，1分） 響尾蛇：艾列克·湯瑪斯（8下，2分） |   |   |   |   |   |   |   |   |   |   |   |   |

響尾蛇在前兩局先趁著投手狀況不穩搶下2分，不過狀況火燙的凱爾·舒瓦伯馬上在4局上開轟還以顏色，5局上，費城人靠著2支安打追平比數。
6局上，Andrew Saalfrank開局連丟3個保送後退場，艾列克·波姆敲出三壘方向滾地球，但是三壘手傳本壘發生失誤，讓費城人拿下2分超前。
7局上，崔亞·特納敲出高飛犧牲打，幫助費城人再下一城。不過響尾蛇在7局下靠著保送擠回一分，8局下代打的Alek Thomas不但直接敲出2分砲追平比數，Gabriel Moreno後面的安打更是讓響尾蛇再度取得領先。最後Paul Sewald順利守成，響尾蛇成功追平系列賽。

### 10月21日 第五場
亞利桑那州鳳凰城大通體育場
| 費城費城人 | 2 | 0 | 0 | 0 | 0 | 2 | 0 | 2 | 0 | 6 | 9 | 0 |
| 亞利桑那響尾蛇 | 0 | 0 | 0 | 0 | 0 | 0 | 1 | 0 | 0 | 1 | 8 | 2 |
| 勝投： 薩克·惠勒（2－0） 敗投： 薩克·賈倫（0－2） 全壘打： 費城人：凱爾·舒瓦伯（6上，1分）、布萊斯·哈波（6上，1分）、J·T·瑞爾穆托（8上，2分） 響尾蛇：艾列克·湯瑪斯（7下，1分） |   |   |   |   |   |   |   |   |   |   |   |   |

費城人首局就展開攻勢，布萊森·史托特先是在一二壘有人之下敲安送回凱爾·舒瓦伯，幫助球隊先馳得點，布萊斯·哈波上到三壘。隨後費城人使用雙盜壘戰術，哈波盜本壘成功，成為費城人隊史第一位在季後賽盜本壘成功的球員。6局上，舒瓦伯和哈波又分別都敲出右外野陽春砲，幫助費城人取得4比0領先。
響尾蛇整場比賽受到薩克·惠勒的封鎖，只有在7局下靠著艾列克·湯瑪斯的全壘打破蛋。8局上，J·T·瑞爾穆托再補上一發左外野2分砲，費城人終場就以6比1擊敗響尾蛇，系列賽率先聽牌。
凱爾·舒瓦伯在這場比賽敲出在國聯冠軍賽的第11轟，成為史上在國聯冠軍賽敲出最多全壘打的球員，單一國聯冠軍系列賽敲出5轟也是史上第二高。

### 10月23日 第六場
賓夕法尼亞州費城市民銀行球場
| 亞利桑那響尾蛇 | 0 | 3 | 0 | 0 | 1 | 0 | 1 | 0 | 0 | 5 | 10 | 0 |
| 費城費城人 | 0 | 1 | 0 | 0 | 0 | 0 | 0 | 0 | 0 | 1 | 6  | 1 |
| 勝投： 梅瑞爾·凱利（1－1） 敗投： 亞倫·諾拉（1－1） 全壘打： 響尾蛇：湯米·范姆（2上，1分）、小勞德斯·古力歐（2上，1分） 費城人：無 |   |   |   |   |   |   |   |   |   |   |    |   |

賽前陷入2勝3敗被聽牌劣勢的響尾蛇，今在客場背水一戰，盼能將戰線延長。2局上湯米·范姆和小勞德斯·古力歐背靠背開轟狙擊費城人王牌亞倫·諾拉，38歲老將埃文·朗歌利亞還補上一支左外野二壘安打，打下單局的第3分。
費城人3局下馬上反攻，J·T·瑞爾穆托掃二壘安打，布蘭登·馬許的適時安打追回1分。
凱特爾·馬提已經跨季連續14場敲安的在第5局敲出帶有1分打點的三壘安打，將紀錄堆高至15場，並列季後賽史上第6多。更在7局上再敲安打回第5分，此役單場雙安貢獻2打點。率隊以5比1獲勝，扳平戰局，將前進G7。

### 10月24日 第七場
賓夕法尼亞州費城市民銀行球場
| 亞利桑那響尾蛇 | 1 | 0 | 0 | 0 | 2 | 0 | 1 | 0 | 0 | 4 | 11 | 0 |
| 費城費城人 | 0 | 1 | 0 | 1 | 0 | 0 | 0 | 0 | 0 | 2 | 5  | 0 |
| 勝投： 萊恩·湯普森（1－0） 敗投： 藍傑·蘇亞瑞茲（1－1） 救援成功： 保羅·席瓦德（6） 全壘打： 響尾蛇：無 費城人：艾列克·波姆（2下，1分） |   |   |   |   |   |   |   |   |   |   |    |   |

響尾蛇首局在柯賓·卡洛爾與加布里埃爾·莫雷諾相繼敲安取得一、三壘有人得分大好機會，克里斯蒂安·沃克隨後敲出滾地球幫助球隊先馳得點取得1比0領先。
費城人在2局下反攻，艾列克·波姆敲出左外野陽春砲將比數追平為1比1。
4局下布萊森·斯托特二壘安打送回透過四壞保送上壘的波姆，將比數超前為2比1，但該局費城人後續進佔滿壘卻未能進帳保險分。
5局上，卡洛爾敲出追平安打，自己再透過盜壘上到得點圈後透過莫雷諾的安打跑回超前分，響尾蛇3比2領先。
7局上，卡洛爾敲出高飛犧牲打，助隊取得4比2領先，費城人在2出局後壓上王牌投手薩克·惠勒，他也順利將手感火燙的莫雷諾三振止血。7局上敲出二壘安打的響尾蛇凱特爾·馬提，季後賽連續16場比賽敲安打創下隊史最長紀錄。卡洛爾在5局就敲出3安，追平歷史上菜鳥在季後賽背水一戰的最多安打紀錄。
7局下響尾蛇派出左投安德魯·薩爾弗蘭克登板，他先三振掉布蘭登·馬許後連續對代打的克里斯蒂安·派克與凱爾·舒瓦伯投出保送後退場，凱文·金克爾接替上場，他先解決掉崔亞·特納再讓布萊斯·哈波敲出飛球出局，完美化解危機。
8局下金克爾續投連飆3K，再度完美壓制費城人打線。9局下響尾蛇派出終結者保羅·席瓦德登板，他順利投出三上三下關門成功，終場響尾蛇4比2擊敗費城人，讓費城人無緣連續兩年挺進世界大賽，響尾蛇則是自2001年以來再度挺進世界大賽，隊史第二度。